# (21780) 1999 RY237
1999 أر واي 237 (ويعرف أيضًا باسم (21780) 1999 أر واي 237 وفق تسمية الكوكب الصغير) (بالإنجليزية: 1999 RY237)‏؛ هو كويكب ضمن حزام الكويكبات.
اكتُشف هذا الجُرم الفلكي بواسطة ماسح السماء كاتالينا في 8 سبتمبر 1999، وترتيبه 21780 من حيث الاكتشاف.

## الوصف
اكتُشف 217801999RY في 8 سبتمبر 1999 في محطة كاتالينا، الواقع في جبال سانتا كاتالينا، أريزونا في الولايات المتحدة، بواسطة مشروع ماسح السماء كاتالينا (بالإنجليزية: Catalina Sky Survey)‏ CSS. وقد رصد المشروع 1,357 مشاهدة للكويكب إلى غاية 3 فبراير 2022 بتوقيت منطقة المحيط الهادئ، أي في مدة قدرها 11,751 يومًا (32.2 عام). تستغرق الفترة المدارية للكويكب 1,240 يومًا (3.4 عام).

## الخصائص المدارية
يتميز مدار هذا الكويكب بنصف محور رئيسي يبلغ 2.26 وحدة فلكية، وحضيض قدره 1.93 وحدة فلكية، وانحراف قدره 0.148 وزاوية ميلان 8.22 درجة بالنسبة لمسار الشمس. بسبب هذه الخصائص، أي نصف المحور الرئيسي بين 2 و3.2 وحدة فلكية وحضيض أكبر من 1,666 وحدة فلكية، يُصنف هذا الجُرم الفلكي وفقًا لقاعدة بيانات مختبر الدفع النفاث لأجرام النظام الشمسي الصغيرة كائنًا من حزام الكويكبات الرئيسي.

## وصلات خارجية
- (21780) 1999 RY237 في قاعدة بيانات مختبر الدفع النفاث لأجرام النظام الشمسي الصغيرة

- الاكتشاف · مخطط المدار ·  العناصر المدارية · المعلمات المادية

- (21780) 1999 RY237 على موقع ويكي سكاي: DSS2, SDSS, GALEX, IRAS, Hydrogen α, X-Ray, Astrophoto, Sky Map, Articles and images